# Wirtschaftliche Landesversorgung

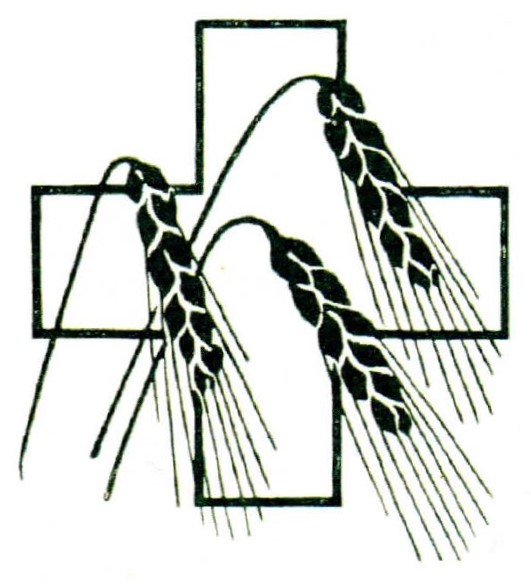

Als wirtschaftliche Landesversorgung (bis 1980 wirtschaftliche Landesverteidigung) wird in der Schweiz die staatliche Sicherstellung der Versorgung mit lebenswichtigen Gütern und Dienstleistungen für den Fall machtpolitischer oder kriegerischer Bedrohungen sowie in schweren Mangellagen bezeichnet, denen die Wirtschaft nicht selbst zu begegnen vermag.
Das Bundesamt für wirtschaftliche Landesversorgung (BWL) ist das Kompetenzzentrum für Fragen der Versorgungssicherheit (Wasser, Nahrung, Energie, Rohstoffe). Es gehört zum Eidgenössischen Departement für Wirtschaft, Bildung und Forschung (WBF).

## Geschichte
Die durch Klima, Höhenlage und Bevölkerungsdichte im Mittelland begrenzte landwirtschaftliche Nutzfläche sowie fehlende Bodenschätze in der Schweiz veranlassten die Acht alten Orte zu einer Versorgungspolitik, um insbesondere die Versorgung mit Getreide (Kornpolitik) und Salz sicherzustellen. Diese umfasste Vorratshaltung, Produktionslenkung, Lieferzusagen in Verträgen (Mailänder Kapitulate) und territoriale Expansion (Untertanengebiete Aargau und Waadt).
Die Kantone (Stände) förderten den Selbstversorgungsgrad beim Bergbau (Eisen, Kohle), Salzabbau (Bern, Bex) und bei der Textilindustrie (Merkantilismus). Bei Importstörungen verhängten sie Ausfuhrsperren, verhandelten mit dem Ausland um Einfuhrbewilligungen oder beschafften sich die fehlenden Güter selbst wie der Fürstabt Beda Angehrn, der im Hungerwinter 1770/71 ägyptisches Korn aus Venedig über die Bündner Pässe nach St. Gallen einführte.

### 19. Jahrhundert
Die Kontinentalsperre führte zu Versorgungsengpässen bei Baumwolle und Kolonialwaren und veranlasste die Tagsatzung einzugreifen. Nach 1815 wurde die wirtschaftliche Landesversorgung wieder Sache der Kantone. Das Tessin konnte dank eines Vertrages mit dem österreichisch-habsburgischen Königreich Lombardo-Venetien bei geschlossener Grenze Getreide und Salz aus Mailand einführen.
Mit der Bundesverfassung von 1848 wurde die Versorgung zu einer Angelegenheit der Privatwirtschaft. Der neu gegründete Bundesstaat musste 1853/54 erstmals im Sinne der wirtschaftlichen Landesversorgung eingreifen, als die österreichischen Behörden gegenüber dem Tessin vertragsbrüchig wurden und eine Ausfuhrsperre verhängten.
Mit der Industrialisierung in der zweiten Hälfte des 19. Jahrhunderts verschwand der Bergbau, und die Vieh- und Milchwirtschaft verdrängte den Getreidebau und verknappte die Brotversorgung. Der Deutsch-Französische Krieg führte zu kurzfristigen Versorgungsengpässen bei Kohle, Eisen, Petrol und Kolonialwaren. Mit dem Kauf von Getreide durch das Militärdepartement zur Ernährung der Zivilbevölkerung im Kriegsfall kam es 1892 zur ersten Lagerhaltung des Bundesstaates.

### Erster Weltkrieg und Zwischenkriegszeit

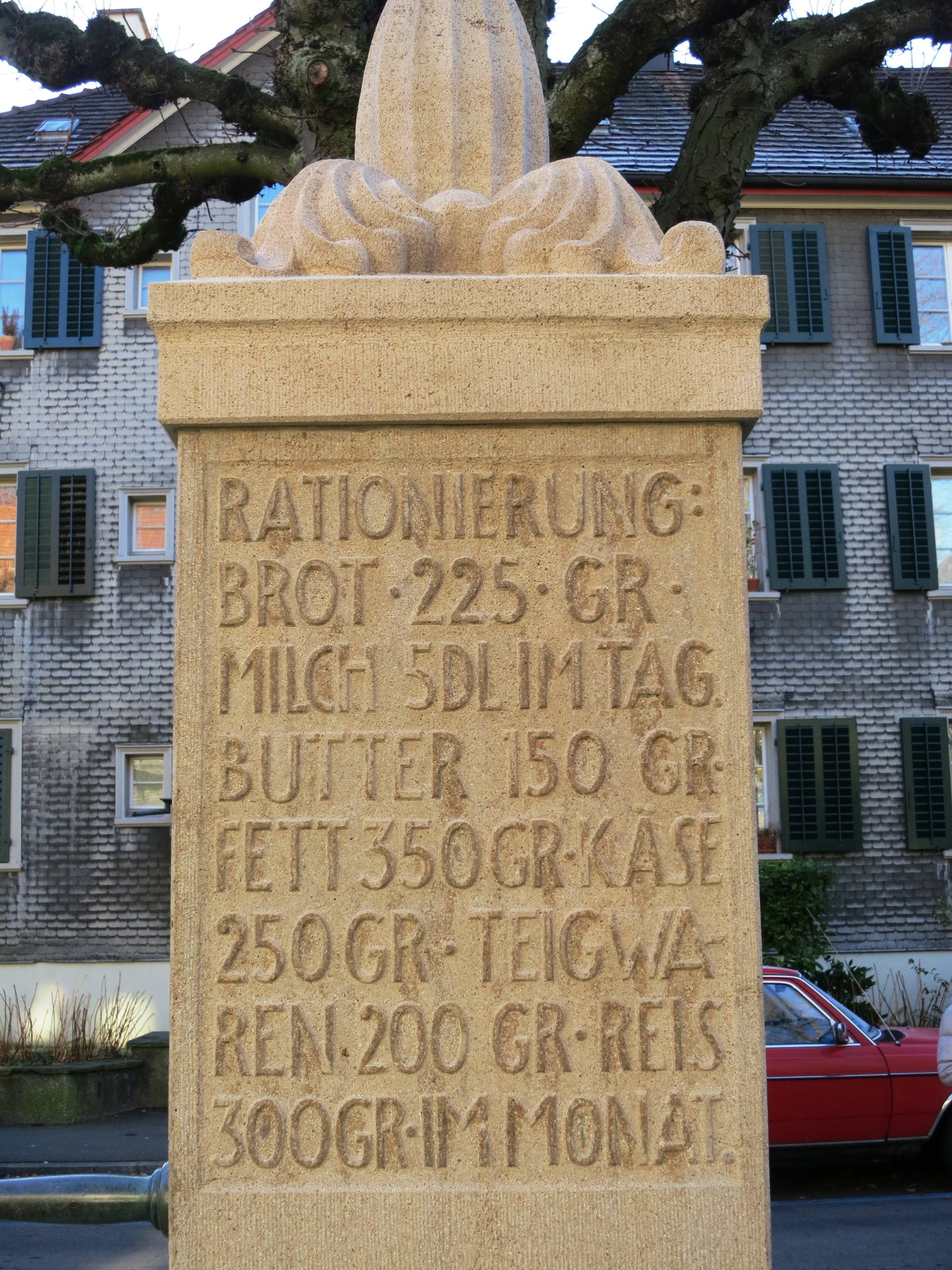
Rationierungsbrunnen von 1918, Zürich-Wipkingen

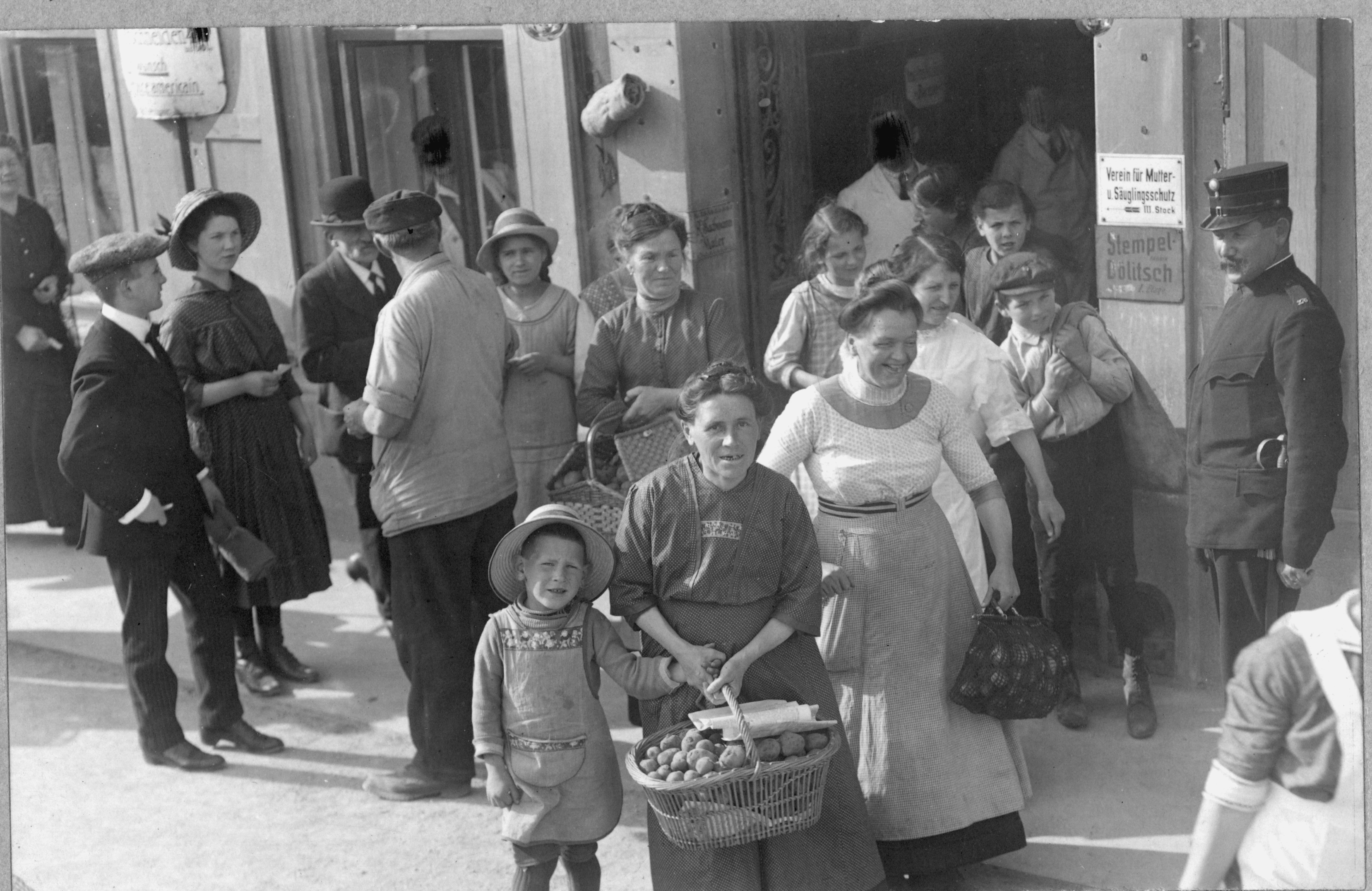
Zürich 1916: verbilligte Kartoffelabgabe

Wenige Wochen vor dem Beginn des Ersten Weltkriegs schloss der Bundesrat Verträge mit Deutschland und Frankreich, um die Einfuhr von Getreide und Kohle nach der Mobilmachung sicherzustellen. Die fehlende Kriegswirtschaft musste kurzfristig aufgebaut werden. Das 1914 innerhalb des Militärdepartementes entstandene Eidgenössische Büro für Getreideversorgung (später Brotamt) wurde im September 1918 als Eidgenössisches Kriegsernährungsamt (KEA, erste zivile Versorgungsbehörde) direkt dem Bundesrat unterstellt und 1922 in die neue Eidgenössische Getreideverwaltung (seit 1993 im Bundesamt für Landwirtschaft) integriert.
Während des Krieges wurden verschiedene neue Ämter wie das Milchamt und das Amt für industrielle Kriegswirtschaft gegründet. Damit die neutrale Schweiz mit ihren Exporten nicht eine der beiden Kriegsparteien bevorzugen konnte, musste der Bundesrat von 1915 bis 1920 für die Mittelmächte (Schweizerische Treuhandstelle für die Überwachung des Warenverkehrs) und die Triple Entente (Société suisse de surveillance économique) den schweizerischen Aussenhandel überwachen. Um die lebenswichtigen Importe nicht zu gefährden, musste sich die Schweiz diesem Überwachungsregime beugen.
Um eine Rationierung abwenden zu können, führte der Bundesrat das Getreidemonopol mit der Pflicht zur Vorratshaltung (1915) ein und erliess Einschränkungen, Kontingentierungen und Anbaumassnahmen (Erhöhung des Selbstversorgungsgrades von 45 auf 50 %). Die Ankündigung des erneuten uneingeschränkten Unterseebootkriegs im Februar 1917 durch Deutschland gab den Anlass zur Einführung der Rationierung ab März 1917 bis 1920. Die deutsche Heeresleitung bewilligte nach zähen Verhandlungen eine Ausnahme für Schiffe unter Schweizerflagge zum Hafen Sète (Getreideeinfuhr). Die späte Rationierung konnte nicht mehr verhindern, dass es wegen der Angebotsverknappung zu einer inflationären Verdoppelung der Konsumentenpreise bis Kriegsende kam.
Nach Kriegsende wurden alle Massnahmen ausser der Sicherstellung der Getreideversorgung aufgehoben. Das Getreidemonopol wurde im Jahr 1926 vom Volk abgelehnt und 1929 in abgeschwächter Form wieder genehmigt. Der Bund errichtete Ende der 1920er Jahre als Reaktion auf die Nahrungsmittelknappheit nach dem Ersten Weltkrieg erstmals einen Vorrat an Brotgetreide. Die Mühlen wurden verpflichtet, private Getreidepflichtlager zu halten.
Im Jahr 1937 wurde für kriegswirtschaftliche Vorbereitungen eine Sektion für Kriegswirtschaft eingeführt (Militärdepartement) und Paul Keller (1898–1956) als Delegierter für Kriegswirtschaft (Volkswirtschaftsdepartement) ernannt. Das Bundesgesetz zur Sicherstellung der Landesversorgung vom April 1938 ermächtigte den Bundesrat bereits in unsicheren Friedenszeiten und bei drohender Kriegsgefahr im benachbarten Ausland Massnahmen (staatlicher Zugriff auf private Vorräte und Produktionsmittel) treffen zu können.

### Zweiter Weltkrieg

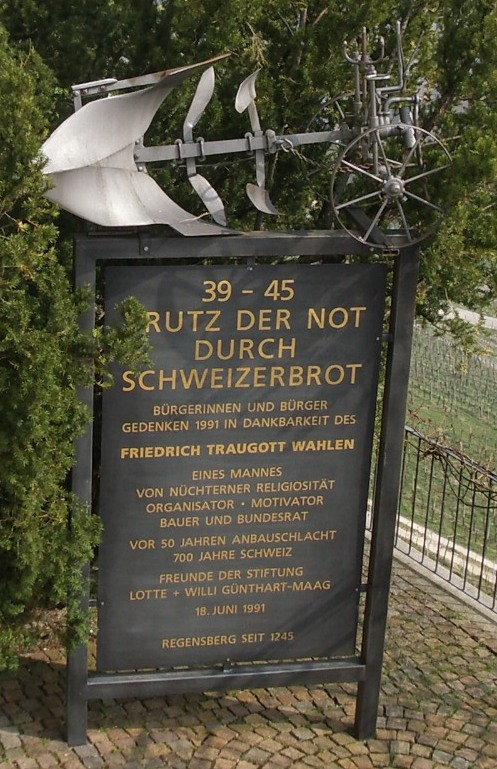
Denkmal «Anbauschlacht»

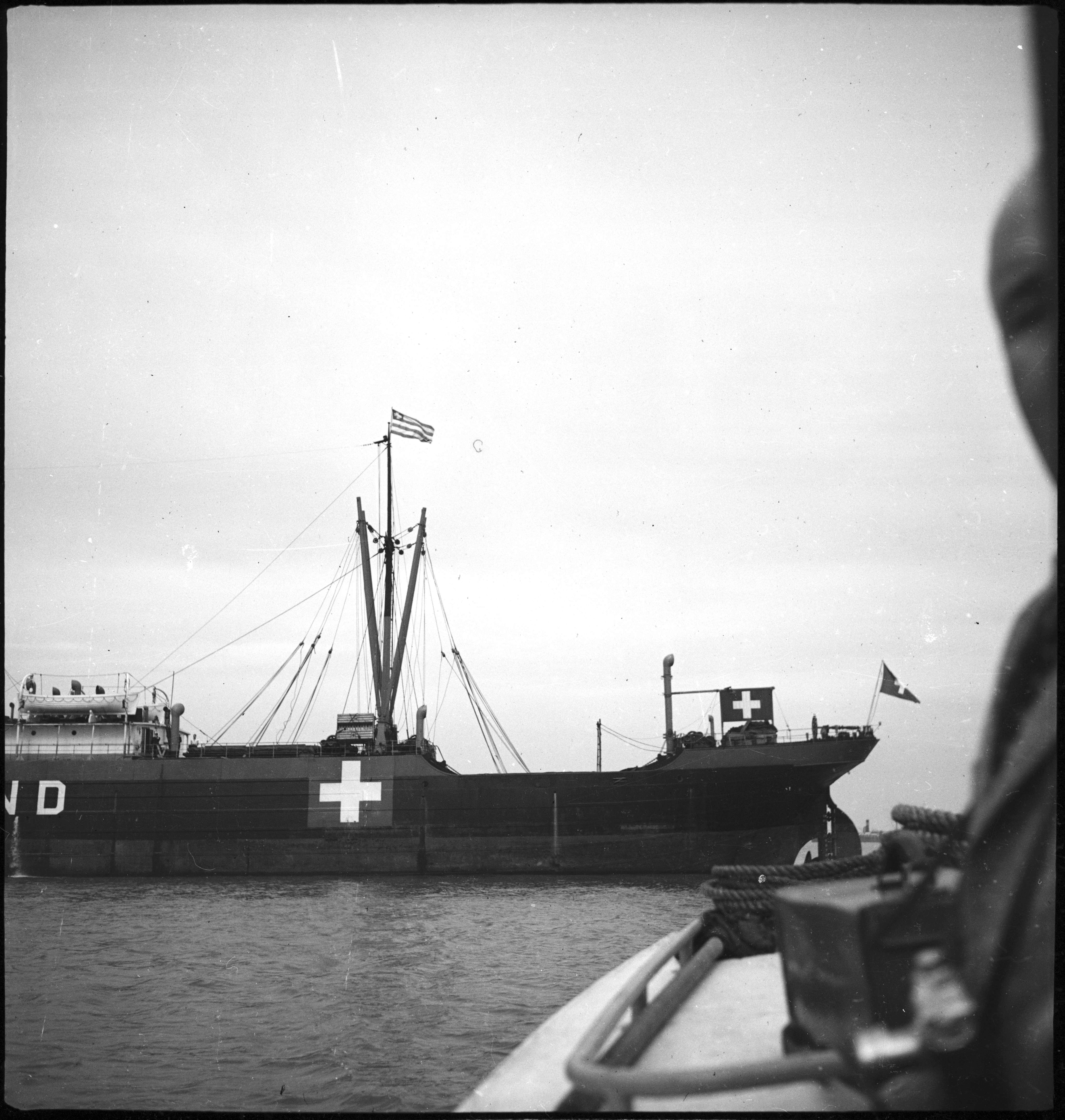
Schiff Calanda, Lissabon Mai 1941

Während des Zweiten Weltkriegs konnte der Bundesrat aufgrund des Vollmachtenbeschlusses vom 30. August 1939 mit allen Mitteln der Kriegswirtschaft (Rationierung, Anbauschlacht, Aufbau der Hochseeflotte, Handelsverträge) die wirtschaftliche Landesversorgung und dank den Vorbereitungen vor dem Kriege mehrheitlich sicherstellen. Dabei halfen ihm eine Reihe neuer Ämter, wie das Eidgenössische Kriegsernährungsamt (1939–1947, mit zehn Sektionen) unter Ernst Feisst (1897–1968). Die Zentralstelle für Kriegswirtschaft (Eidgenössisches Volkswirtschaftsdepartement) koordinierte bis 1948 die staatlichen Eingriffe der Kriegswirtschaftsämter.
Dank dem von Friedrich Traugott Wahlen seit 1937 vorbereiteten Plan Wahlen (Anbauschlacht) und der Rationierung konnte der Selbstversorgungsgrad der Schweiz (SVG) mit Lebensmitteln von 1940 bis 1945 von 52 % auf 70 % gesteigert werden.

### Nachkriegszeit und Kalter Krieg
Mit der Inkraftsetzung der 1936 revidierten Wirtschaftsartikel in der Bundesverfassung erhielt der Bundesrat 1947 die Kompetenz, bei Kriegsgefahr in die Handelsfreiheit einzugreifen. 1948 wurde eine Schattenorganisation für den Fall eines Krieges aufgebaut. Als der Koreakrieg eine Rohstoffverknappung in der Schweiz bewirkte, wurden vom Parlament weitergehende, befristete Massnahmen beschlossen.
Das im Jahr 1953 verabschiedete Schifffahrtsgesetz erlaubte dem Bund, Schweizer Hochseeschiffe für die Landesversorgung zu requirieren oder zu kaufen. Mit dem Bundesgesetz über wirtschaftliche Kriegsvorsorge von 1955, als erstes umfassendes Versorgungsgesetz der Schweiz, wurde neben anderen Interventionsmassnahmen das Pflichtlager eingeführt. Auch sollte das komplizierte und teure System der Lebensmittelmarken durch Ausweise ersetzt werden.

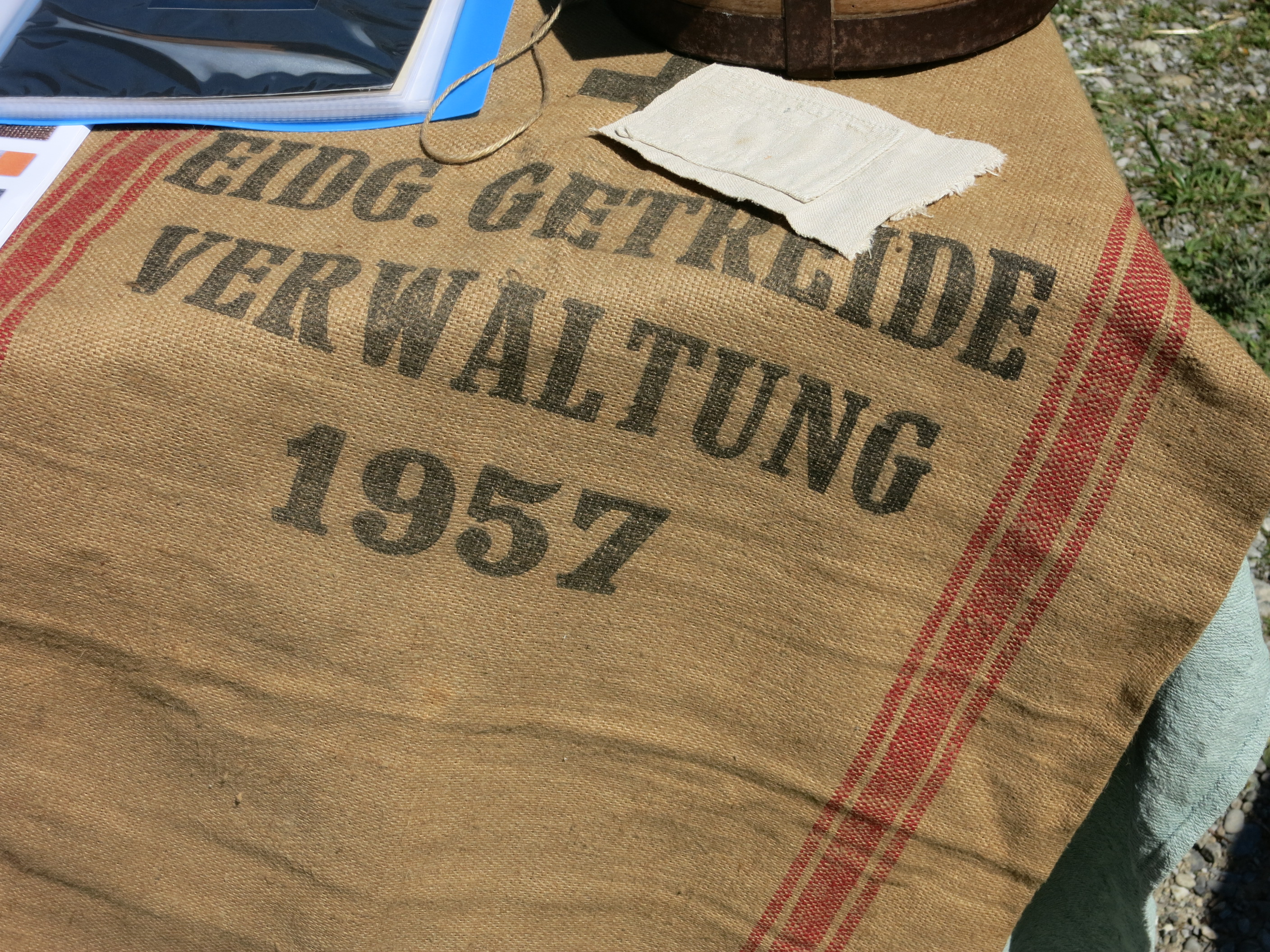
Mehlsack «Eidgenössische Getreideverwaltung 1957»

Die Ölpreiskrise von 1973 (Jom-Kippur-Krieg, Boykottdrohungen der Opec) zeigte, dass die wirtschaftliche Landesversorgung zu sehr auf Konflikte in Europa ausgerichtet war und Zufuhrstörungen aufgrund anderer Ereignisse (Boykotte, Erpressung, Missernten, Streiks) zu wenig berücksichtigte. Der Bundesrat reagierte unter anderem mit Sonntagsfahrverboten, und die wirtschaftliche Landesversorgung wurde im Jahr 1973 in die Gesamtverteidigungskonzeption (Sicherheitspolitik) eingebettet. Zudem trat die Schweiz 1974 der Internationalen Energieagentur zum gemeinsamen Vorgehen gegen die Ölkrise bei.
Im März 1980 stimmte das Volk dem Bundesbeschluss über die Neuordnung der Landesversorgung zu, der die bisherige wirtschaftliche Landesverteidigung zur umfassenden wirtschaftlichen Landesversorgung ausweitete. Das darauf basierende Bundesgesetz über die wirtschaftliche Landesversorgung (Landesversorgungsgesetz LVS) von 1982 gibt dem Bund die Kompetenz für staatliche Versorgungsmassnahmen bei Kriegsgefahr und machtpolitischer Bedrohung sowie neu bei schweren Mangellagen. Es enthält als wesentliche Aufgaben die Vorratshaltung (Pflichtlager, Haushaltsvorrat), Bewirtschaftung (Kontingentierung, Rationierung) und Sicherstellung von Dienstleistungen (Transporte, Arbeitskräfte). Als ergänzende Massnahme sollten die Raumplanung (Festlegung von Fruchtfolgeflächen) und die Agrarpolitik dafür zu sorgen, dass innerhalb dreier Jahre die landwirtschaftliche Produktion auf mehr pflanzliche Nahrungsmittel umgestellt und der Selbstversorgungsgrad (1994 bei 60 %) erhöht werden konnte.
In den 1990er Jahren bewirkten die Neudefinition der schweizerischen Sicherheitspolitik (Ende des Kalten Krieges) und die Auswirkungen der europäischen Integration eine strategische Neuausrichtung der wirtschaftlichen Landesversorgung (Pflichtlager auf sechs, 2004 auf vier Monate gesenkt, Getreideartikel von 1929 aufgehoben). 2013 wurde die Revision des Landesversorgungsgesetzes LVG von 1982 eingeleitet (Ziele: Sicherstellung der Versorgung bei schwerer Mangellage unabhängig ihres Grundes, Vorverlegung des Interventionszeitpunktes, Erhöhung der Widerstandsfähigkeit und Krisenresistenz).

## Bundesamt für wirtschaftliche Landesversorgung BWL

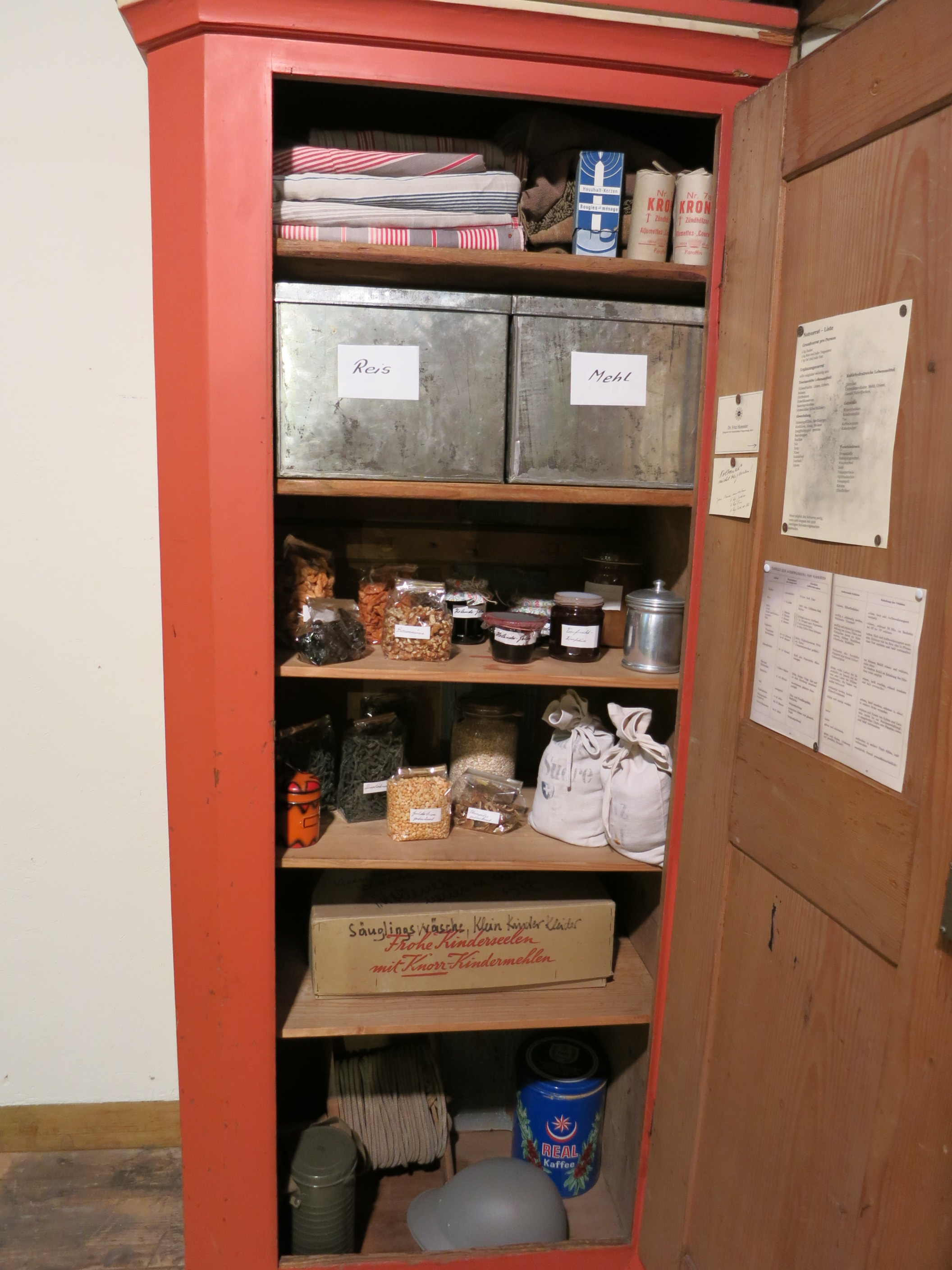
Notvorrat im Haushalt

Die Schweiz bezieht (Stand 2016) rund 100 % der Rohstoffe, 80 % der Energie, 40 % der Nahrungsmittel sowie 70 % der Medikamente und Heilmittelrohstoffe aus dem Ausland. Ereignisse aller Art, von technischen Störungen bis zu politischen Spannungen in den Herkunftsländern, können den Weg wichtiger Güter in die Schweiz unterbrechen. Die Binnenlage der Schweiz verstärkt die Abhängigkeit vom Ausland und erfordert leistungsfähige Transportsysteme, die verletzlich sind (Hoch- oder Tiefwasser des Rheins, störungsanfällige Pipelines und Stromleitungen). Seit Ende der 1980er Jahre rücken Szenarien wie Naturkatastrophen, Bioterror, Epidemien, Streiks oder technische und wirtschaftliche Schwierigkeiten in den Vordergrund der Vorsorgeplanungen und der darauf beruhenden Vorratsbedarfsabschätzungen.
Die Aufgaben des BWL sind in der Bundesverfassung im Artikel 102 Landesversorgung festgehalten:

«Der Bund stellt die Versorgung des Landes mit lebenswichtigen Gütern und Dienstleistungen sicher für den Fall machtpolitischer oder kriegerischer Bedrohungen sowie in schweren Mangellagen, denen die Wirtschaft nicht selbst zu begegnen vermag. Er trifft vorsorgliche Massnahmen. Er kann nötigenfalls vom Grundsatz der Wirtschaftsfreiheit abweichen.»

Das BWL sorgt aufgrund des Verfassungsauftrages für Versorgungssicherheit in enger Zusammenarbeit mit der Privatwirtschaft dafür, dass kurzfristige Versorgungsengpässe keine erheblichen Störungen für Bevölkerung und Wirtschaft bewirken können. So stellt es sicher, dass wichtige Güter in der Schweiz gelagert (Pflichtlager) und bei Engpässen geordnet verteilt werden, dass bei Transportproblemen genügend Frachtraum zur Verfügung steht oder dass in einer Strommangellage nicht die Lichter ausgehen. Das BWL informiert Wirtschaft und Bevölkerung auf ihrer Website über die Veränderungen bei möglichen Bedrohungen (Globalisierung, Stromengpässe, Auswirkungen der Just-in-time-Produktion usw.) der Versorgungssicherheit und mögliche Sicherungsmassnahmen durch Bund, Wirtschaft und Private (Krisenresistenz, Notvorrat, Transportlogistik).
Die Organisation der wirtschaftlichen Landesversorgung beruht auf dem Milizprinzip und wird auf Bundesebene von einem Delegierten im Nebenamt geleitet, der aus der Wirtschaft stammen muss. Der Delegierte leitet die gesamten Vorbereitungsmassnahmen der Organisation, die aus dem BWL als Stabsorgan und einer Milizorganisation von rund 300 Kaderleuten aus Privatwirtschaft und anderen Verwaltungszweigen besteht. Die Milizorganisation ist in sechs Grundversorgungsbereiche gegliedert: Ernährung, Energie, Heilmittel, Informations- und Kommunikationstechnologien, Transporte und Industrie. In den Kantonen und Gemeinden stehen Fachleute bereit, im Falle einer grösseren Bewirtschaftung die vom Bund angeordneten Massnahmen zu vollziehen.
Das BWL arbeitet nach den Grundsätzen der Subsidiarität (Primat der Wirtschaft), Kooperation (Milizprinzip) und Vernetzung (lokal, national, international). Die Aufgaben der wirtschaftlichen Landesversorgung bestehen aus der Sicherstellung einer angemessenen Vorbereitung und der Bewältigung von Engpässen in der Versorgung, wobei die Sicherung der Versorgung mit lebenswichtigen Gütern und Dienstleistungen im Vordergrund steht.
Der Prozess zur Bewältigung von Engpässen wird folgendermassen abgewickelt: Der betroffene Bereich führt eine Lagebeurteilung (liegt ein Engpass vor?) durch, der Bereich schlägt dem Delegierten die Freigabe der vorbereiteten Massnahmen vor, der Delegierte stellt beim Bundesrat einen entsprechenden Antrag, der Bundesrat entscheidet über die Freigabe dieser Massnahmen, und die Wirtschaft vollzieht die freigegebenen Massnahmen.
Verschiedene Instrumente können je nach Schwere und Dauer eines Versorgungsengpasses zum Einsatz kommen: Als wichtigste Angebotslenkungsmassnahme dient die Freigabe von Vorräten (Pflichtlager) auf dem Verordnungsweg, wenn die Wirtschaft die Versorgung mit wichtigen Gütern der Grundversorgung nicht mehr sicherstellen kann. Weitere mögliche Massnahmen sind Importerleichterung, Exportbeschränkungen und Produktionslenkung.
Nachfragelenkungsmassnahmen kommen zum Zuge, wenn trotz den Angebotslenkungsmassnahmen weiterhin grössere Versorgungsengpässe bestehen. Dabei soll der Verbrauch von knapp gewordenen Gütern gesenkt und sollen die noch verfügbaren Waren möglichst bedarfsgerecht verteilt werden (Instrumente: gezielte Verbrauchseinschränkungen, Kontingentierung, Rationierung).

### Delegierte (Auswahl)
- Ab Oktober 2025: Roland Pfister[8]
- Seit Oktober 2024 ad interim: Christoph Hartmann, Direktor des Bundesamtes für Zivildienst (ZIVI)[9][10]
- Juli 2023–Oktober 2024: Hans Häfliger[11][12]
- Januar 2016–Februar 2023: Werner Meier[13]

## Personalbestand ab 2001
| Jahr | Vollzeitstellen |
| ---- | --------------- |
| 2001 | 35              |
| 2002 | 34              |
| 2003 | 33              |
| 2004 | 33              |
| 2005 | 33              |
| 2006 | 31              |
| 2007 | 30              |
| 2008 | 30              |
| 2009 | 31              |
| 2010 | 31              |
| 2011 | 31              |
| 2012 | 31              |
| 2013 | 31              |
| 2014 | 33              |
| 2015 | 34              |
| 2016 | 34              |
| 2017 | 33              |
| 2018 | 33              |
| 2019 | 32              |
| 2020 | 32              |
| 2021 | 32              |
| 2022 | 35              |
| 2023 | 41              |
| 2024 | 45              |